# کارخانه هواپیماسازی شهباز

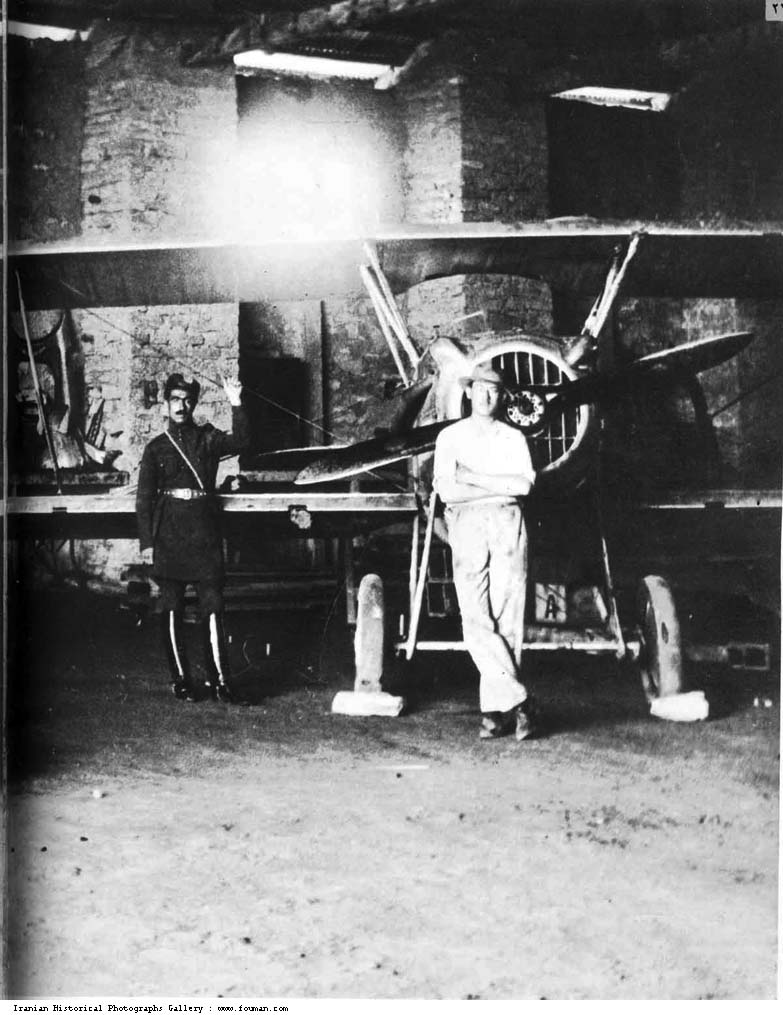
دوشان تپه، کارخانه شهباز

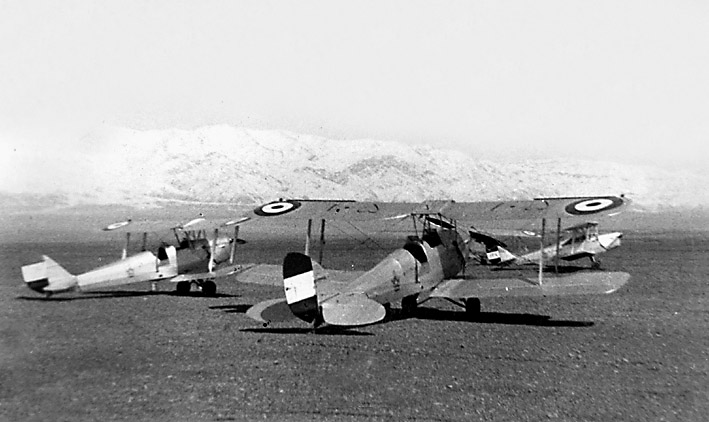
د هاویلند تایگرمث

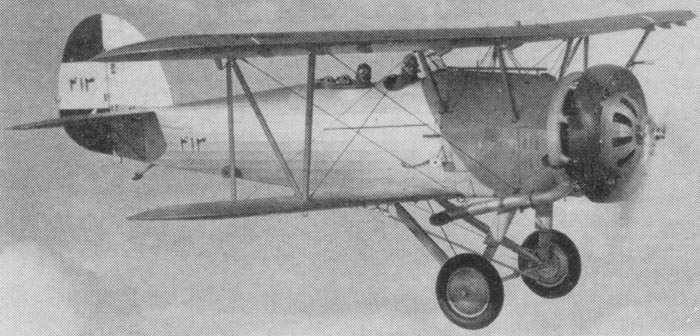
هاوکر آداگز

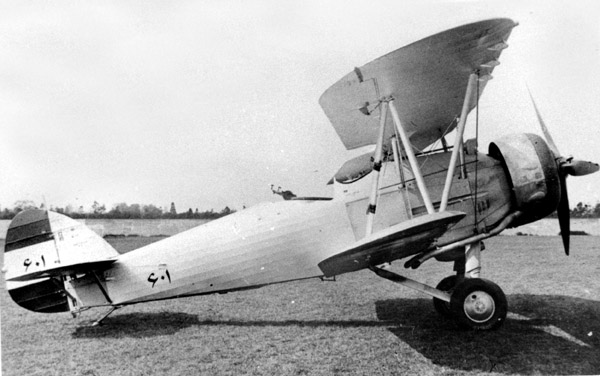
هاوکر هایند

کارخانه هواپیماسازی شهباز به دستور رضاشاه در دوشان تپه تأسیس و سه نوع هواپیما در آن ساخته شد

## افتتاح کارخانه
ایران با شروع دهه ۱۳۱۰ به منظور گسترش قوایی هوایی خود شروع به خرید هواپیماهای جنگی کرد. رضاشاه برای کاستن هزینه‌های خرید فرمان تأسیس این کارخانه را داد و مرداد ۱۳۱۲ مهندسی سوئدی بنام N.H Larsson مأمور برنامه‌ریزی و ساماندهی این کارخانه شد. لوازم مورد احتیاج از کشورهای مانند فرانسه و بریتانیا و شرکت پرت اند ویتنی سفارش داده شد ونب۸ههح آبان ۱۳۱۴ ده‌ها کارگر و تکنسین کار خود را آغاز کردند.
شهباز به‌طور رسمی ۲۱ شهریور ۱۳۱۵ افتتاح شد و ۲ بریتانیایی، یک ایتالیایی و ۴۱ ایرانی مشغول کار در این کارخانه شدند. همچنین کاپیتان Walker به همراه Frank Knight به عنوان جایگزین N.H Larsson برای مدیریت کارخانه انتخاب شدند.

## اولین هواپیماهای کارخانه
نخستین هواپیماهای ساخته شده در کارخانه شهباز، پنج بمب افکن دهاویلند تایگرمث بود که در مهر ۱۳۱۶ تکمیل و زمستان همان سال توسط خلبان افخمی تست پرواز شدند. همچنین در بهار ۱۳۱۷ پنج فروند هاوکر آداگز آماده شد و تحویل نیروی هوایی شاهنشاهی ایران شد. رضاشاه ۳۱ خرداد ۱۳۱۷ از کارخانه بازرسی کرد و به او گفته شد تا زمستان امسال پنج فروند دهاویلند تایگرمث و پنج فروند هاوکر آداگز دیگر آماده می‌شود.
سال ۱۳۱۷ کارخانه گسترش یافت و اسفند ماه پنج فروند تایگرمث و بهار ۱۳۱۸ پنج فروند هاوکر آداگز آماده تست پرواز شد. خرداد ۱۳۱۸ قطعات بیست فروند تایگرمث بریتانیای توسط راه‌آهن وارد تهران شد تا در کارخانه هواپیماسازی شهباز مونتاژ شود. تولید بدنه هواپیما در بهمن ۱۳۱۸ آغاز شد و طرح‌هایی در دست اقدام بود برای تولید هواپیماهای جنگی.

## بسته شدن کارخانه
با شروع جنگ جهانی دوم و اشغال ایران توسط بریتانیا و شوروی، کنترل کارخانه شهباز و هواپیماهای نیروی هوایی شاهنشاهی به دست بریتانیا افتاد. پرسنل کارخانه از کار اخراج و ساخت هواپیما متوقف شد. همچنین واحد ۱۳۸ تعمیرات و نگهداری بریتانیا در طول زمان اشغال ایران، از امکانات کارخانه برای پشتیبانی نیروی هوایی بریتانیا استفاده کرد.

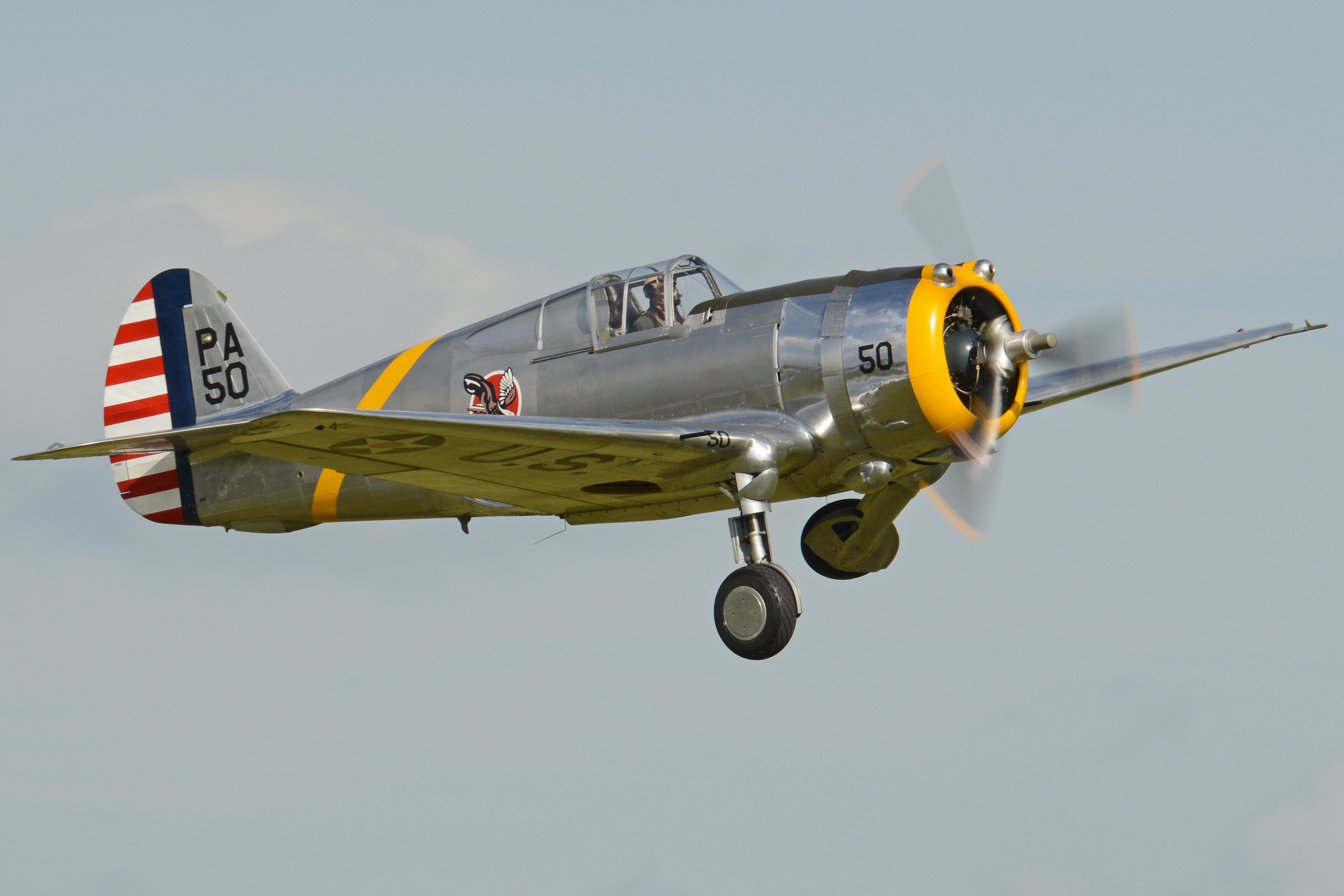
کورتیس پی-۳۶ هاوک آخرین هواپیمایی که قرار بود مونتاز شود

ده فروند هواپیمای کورتیس پی-۳۶ هاوک با کد بومی H-75A-9 آمریکایی با موتور Wright R-1820-G205A که برای مونتاژ در این کارخانه تحویل ایران شده بود، در حالی که هنوز قطعات آن‌ها در جعبه بود توسط بریتانیا غارت و به هندوستان برده شد. این هواپیماها در هندوستان بنام Mohawk IV نامگذاری شد.

## نگارخانه
بازدید رضاشاه پهلوی به همراه محمدرضا پهلوی از کارخانه هواپیماسازی شهباز

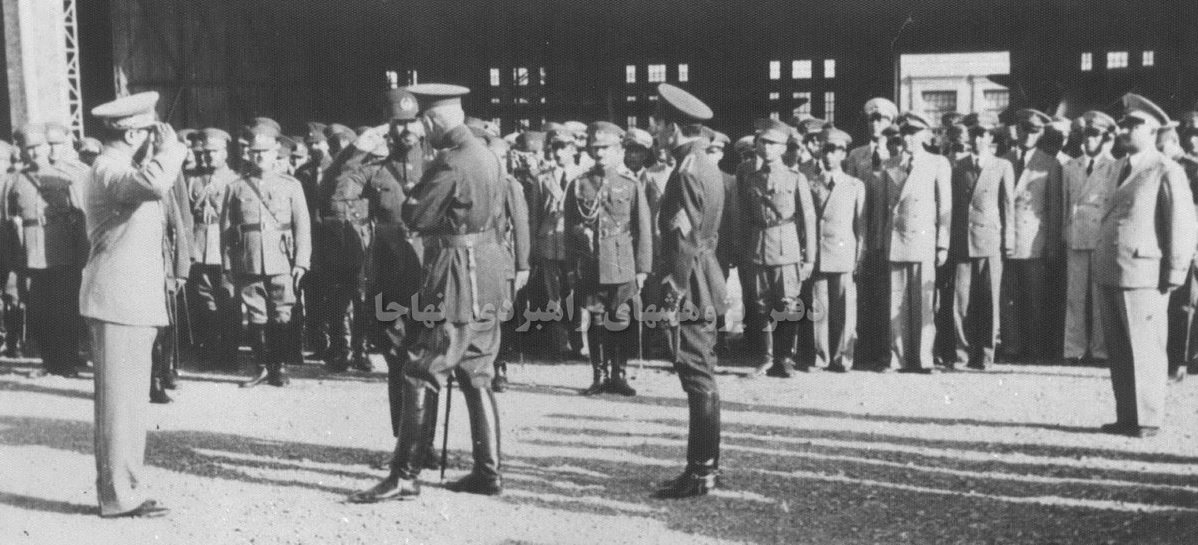
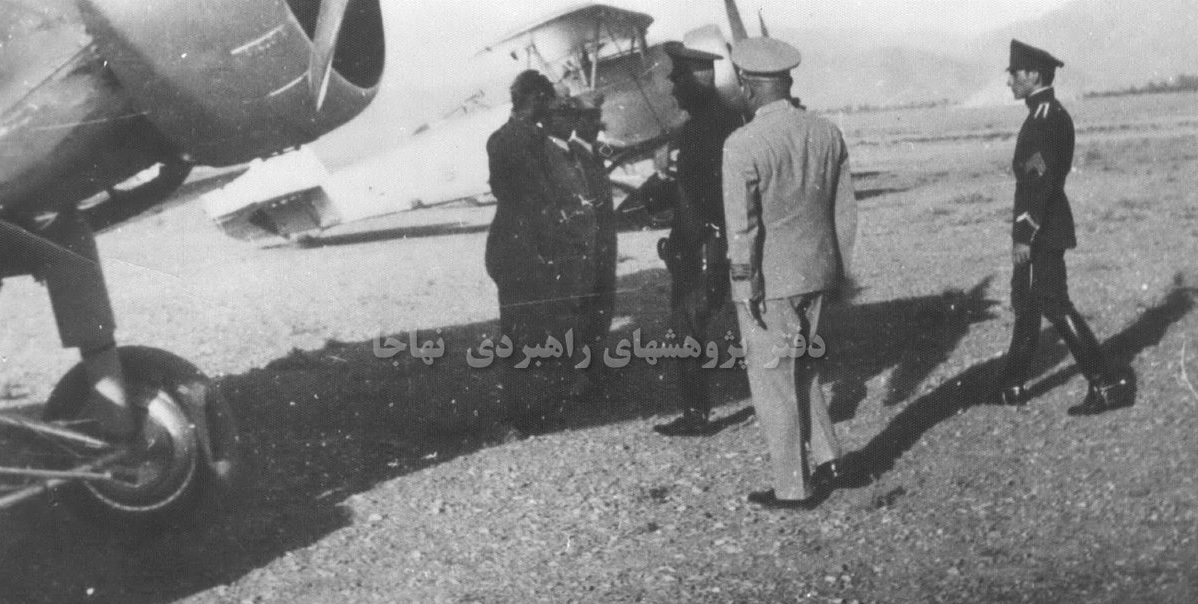
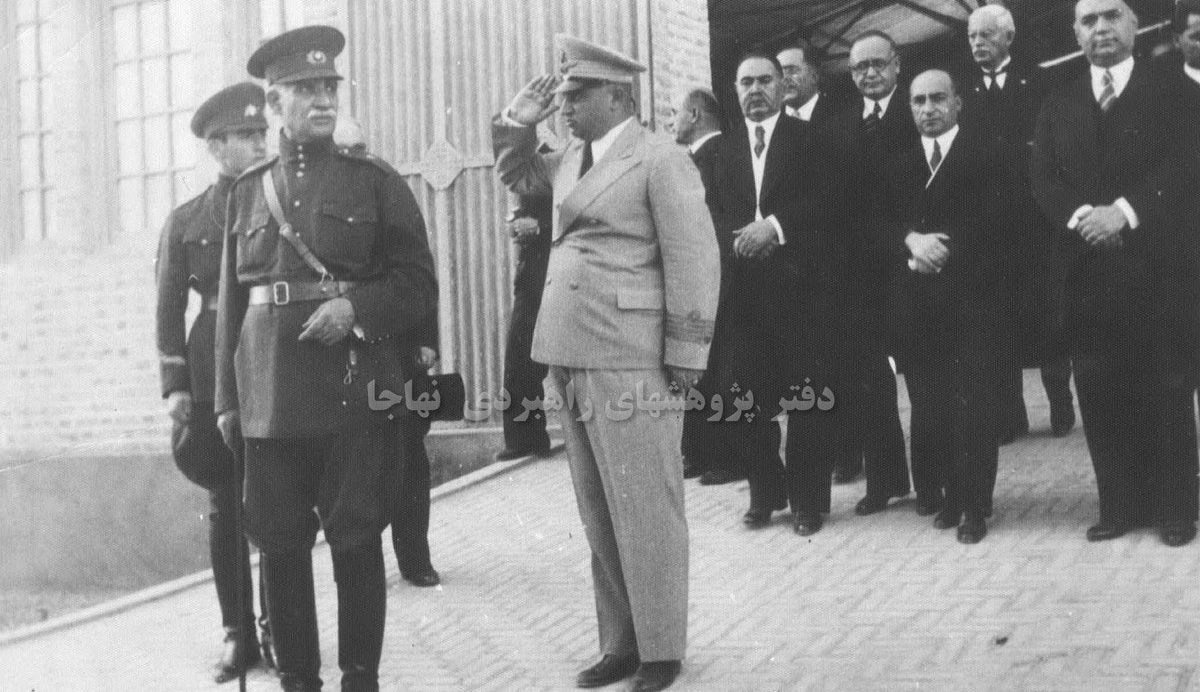
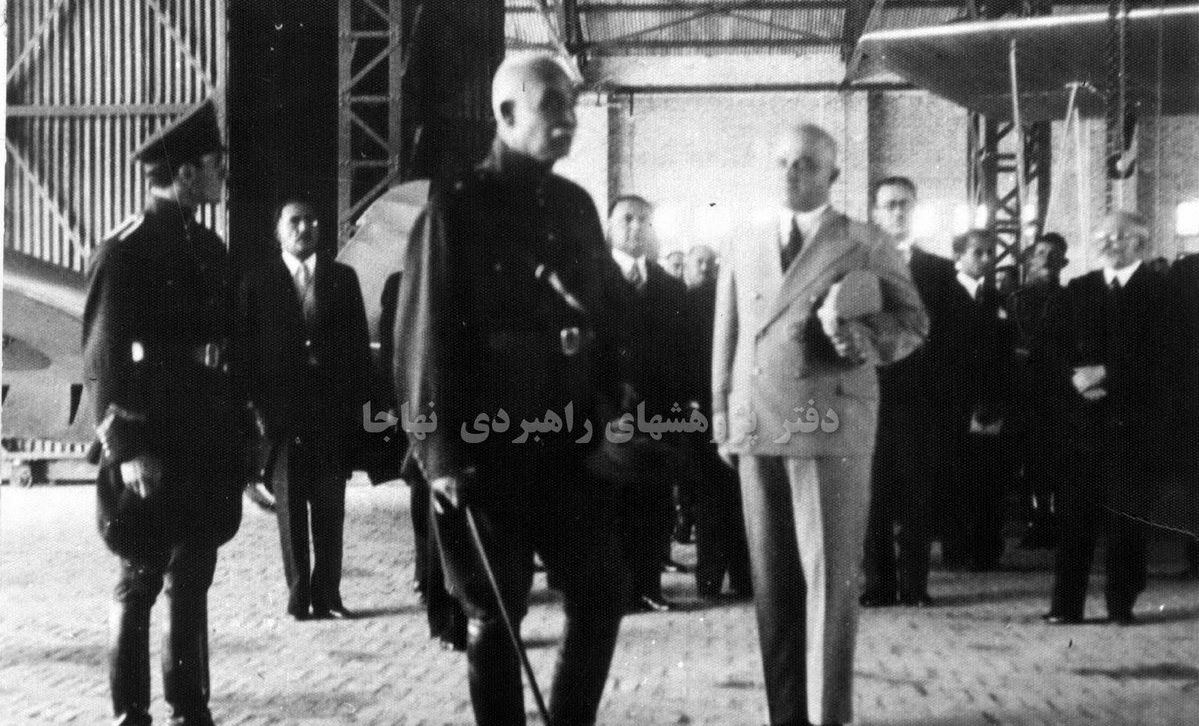